# Dale Greig
Dale Greig, škotska atletinja, * 15. maj 1937, Škotska, Združeno kraljestvo.
Ni nastopila na poletnih olimpijskih igrah. Leta 1964 je osvojila Maraton po otočku Wight. 23. maja 1964 je postavila svetovni rekord v maratonu, ki ga je držala dva meseca.